# Dominique Guns
Dominique Guns, née le 2 novembre 1971 à Bruxelles est une femme politique belge flamande, membre du OpenVLD.
Elle est licenciée en droit (VUB) et avocate.

## Fonctions politiques
- Députée au Parlement flamand :
  - depuis le 6 juillet 1999  au 7 juin 2009